# Phlegmariurus martii
Phlegmariurus martii é uma espécie de planta do gênero Phlegmariurus e da família Lycopodiaceae. 

## Taxonomia
A espécie foi descrita em 2012 por Benjamin Øllgaard. 
Os seguintes sinônimos já foram catalogados:  
- Lycopodium martii  Wawra
- Huperzia martii  (Wawra) Holub
- Urostachys martii  (Wawra) Holub

## Forma de vida
É uma espécie epífita e herbácea. 

## Descrição
| Caule                 | Caule                                         |
| --------------------- | --------------------------------------------- |
| cor da parte basal    | verde a castanha                              |
| tipo de caule         | pendente/reto ou arqueado                     |
| Folha                 |                                               |
| formato das folhas    | anisofila/distante                            |
| lâmina dos micrófilos | linear lanceolado/linear                      |
| inserção das folhas   | reflexa recurvada ou adpressa/torcida na base |
| base foliar           | curta/verde                                   |
| esporófilo            | diferente das folha vegetativa                |
| Esporângio            |                                               |
| forma das duas valvas | iguais                                        |
| forma do esporângio   | reniforme/globoso                             |
| Esporo                |                                               |
| tipo de esporo        | foveolado/fossulado                           |

## Conservação
A espécie faz parte da Lista Vermelha das espécies ameaçadas do estado do Espírito Santo, no sudeste do Brasil. A lista foi publicada em 13 de junho de 2005 por intermédio do decreto estadual nº 1.499-R. 

## Distribuição
A espécie é encontrada nos estados brasileiros de Bahia, Espírito Santo, Minas Gerais e Pernambuco. 
Em termos ecológicos, é encontrada nos  domínios fitogeográficos de Cerrado e Mata Atlântica, em regiões com vegetação de campos rupestres e Floresta Estacional Perenifólia.